# 慶應義塾大学野球部持続化給付金詐取事件
慶應義塾大学野球部持続化給付金詐取事件（けいおうぎじゅくだいがくやきゅうぶじぞくかきゅうふきんさしゅじけん）は、日本で起きた組織的に行われていた詐欺事件。

## 概要

### 事件の発覚
2021年1月27日に慶應義塾体育会野球部に所属する大学生が詐欺容疑で逮捕された。新型コロナウイルス感染症への対策で国により交付されていた持続化給付金を詐取していたためであった。その手口と言うのは、他の人物に詐欺の手口を指南して、その指南された人物というのは持続化給付金を支給する対象外であるにも関わらずに中小企業庁から持続化給付金を詐取して、その指南されて詐取した人物が逮捕された大学生の口座に詐取した持続化給付金の一部を振り込んでいたという内容であった。この事件は指南された人物が不正受給に関わったかもしれないと思い、このことを警察に相談していたために発覚していた。この事件の犯人は、起業のための金が欲しかったということがこの事件を起こした動機であった。犯人はソーシャル・ネットワーキング・サービスを利用することで持続化給付金の不正受給を促していた。
2月23日には1月27日に逮捕された慶應義塾体育会野球部に所属する大学生と、この大学生に協力していたうちの1人が再逮捕される。ここで逮捕された協力していた人物というのは、逮捕された慶應義塾体育会野球部に所属する大学生に知人を紹介するということをしており、紹介された人物は複数におよび、こうして紹介された人物が逮捕された大学生から指南を受けることにより持続化給付金を詐取するということをしていたのであった。紹介されて指南されて詐取した人物は詐取したうちの一部を逮捕された大学生に指南料として渡して、この指南料のうちから紹介料として紹介した人物に渡されていたのであった。この逮捕された紹介していた人物は、これを不正行為と思わないで行っていたのであった。逮捕された慶應義塾体育会野球部に所属する大学生は慶應義塾大学を退学になった。

### 犯人の人物像
この事件の犯人であった大学生は、祖父はプロ野球選手で、父はスポーツメーカーの役員で、自宅は港区の一等地であるという家柄であった。中学校の野球部では全国大会で優勝して、高等学校の野球部ではクリーンナップを務めたが、大学の野球部では成績はあまり良くなかった。逮捕された同年3月に大学卒業で、卒業後は留学する予定であったこの直前に事件を起こして逮捕されていたのであった。